# 手嶌真吾
手嶌 真吾（てしま しんご）は、NHKのアナウンサー。

## 人物
福岡県嘉麻市出身。一橋大学社会学部卒業。
2013年に入局。初任地は長崎放送局。2016年に盛岡放送局へ、2020年に仙台放送局へ異動。2025年に山口放送局へ異動。

## 嗜好・挿話
- 座右の銘は「至誠」。モットーは「為せば成る、為さねば成らぬ何事も」。
- 「お祭り男」を自認している。これまでに飯塚山笠、長崎くんち、舟っこ流しに参加してきた[3]。
- 購読していた雑誌のはがきコーナーに、自分の投稿がよく載っていたことを本人が発した[4]。

## 現在の担当番組
- 情報維新!やまぐち（キャスター：2025年4月7日 - ）（堀田智之と隔週で担当）
- 情報維新!やまぐち845・645（不定期）
- 山口県のニュース・中継・リポート

## 過去の担当番組
長崎放送局時代（2013年度 - 2016年7月）
- 長崎県のニュース・中継・リポート
- イブニング長崎 - キャスター代行（不定期出演）
- NHKニュースおはよう長崎
- NHKニュースながさき
- ニュース845長崎

盛岡放送局時代（2016年8月 - 2019年度）
- おばんですいわて -（キャスター：2019年4月 - 2020年3月）（児林大介と隔週で担当）
- 岩手県のニュース・中継・リポート
- NHKニュースおはよういわて
- ニュースいわて845
- ニュース645

仙台放送局時代（2020年度 - 2024年度）
- 宮城県・東北地方のニュース（不定期出演）
- ニュースてれまさ845（不定期出演）
- ウイークエンド東北 - キャスター（2020年4月4日 - 2024年3月30日）
- 大雨関連特設ニュース（2023年7月15日・東北地方） - 仙台放送局より東北地方の災害状況を伝えた[注釈 1]。
- てれまさむね→てれまさ - ニュースリーダー、および打越裕樹 、岩野吉樹のキャスター代行など（不定期出演）

山口放送局時代（2025年度 - ）